# 54509 YORP
54509 YORP è un asteroide near-Earth del gruppo Apollo. Scoperto nel 2000, presenta un'orbita caratterizzata da un semiasse maggiore pari a 1,0059647 au e da un'eccentricità di 0,2300050, inclinata di 1,59945° rispetto all'eclittica.
La denominazione dell'asteroide è stata scelta per celebrare il ruolo che esso ha avuto nel dare un'evidenza strumentale dell'effetto YORP.

## Caratteristiche
54509 YORP è un asteroide geosecante con un periodo orbitale di poco superiore all'anno. Rispetto alla Terra descrive un'orbita a ferro di cavallo, arrivando in prossimità della terra circa ogni 100 anni. L'ultimo passaggio ravvicinato si è avuto tra il 1999 e il 2006 arrivando nel 2002 ad appena 4,5 volte la distanza Terra-Luna. La sua orbita è sufficientemente determinata da permetterci di escludere impatti con la Terra per i prossimi 2000 anni.
Le sue caratteristiche fanno ritenere che si tratti di un oggetto espulso dal sistema Terra-Luna.
Quando era ancora noto unicamente attraverso la sua denominazione provvisoria 2000 PH5, l'asteroide fu scelto, data la sua prossimità alla Terra che ne favoriva l'osservazione e le sue ridotte dimensioni che ne favorivano la possibile influenza, come oggetto di misurazione per verificare se, come fino ad allora solo ipotizzato, l'effetto YORP determinasse effettivamente una variazione della velocità angolare di rotazione dell'asteroide. Gli studi determinarono che tra il 2001 e il 2005 l'accelerazione angolare è stata di (2 ± 0,2)×10−4 gradi/giorno2 con un eccesso di rotazione di 250° rispetto alla posizione calcolata sulla velocità angolare iniziale. Questa accelerazione porterà in 600.000 anni al raddoppio della velocità di rotazione e in 35 milioni di anni al raggiungimento della velocità critica che determinerà modifiche morfologiche compresa l'eventualità di uno smembramento dell'asteroide che darebbe vita ad un sistema binario.
Gli studi hanno anche escluso che l'aumento di velocità angolare possa essere stato indotto dal passaggio ravvicinato alla Terra.